# Emily Procter
Emily Procter (Raleigh, Carolina del Nord, 8 d'octubre de 1968) és una actriu estatunidenca de cinema i televisió.
Ha interpretat Ainsley en la sèrie política The West Wing (2000–02, 2006) i la detectiu Calleigh Duquesne a la sèrie policíaca CSI: Miami (2002–12). L'any 2013 va actuar en dos episodis com l'agent espacial de l'FBI Amanda Callaway a la quarta temporada de la sèrie White Collar.

## Biografia
Essent un nadó va ser adoptada per Barbara Jones, treballadora voluntària, i William Procter, metge, i va créixer a Raleigh. Quan tenia tres anys els seus pares es van divorciar. Té un germà més gran, Whit, també adoptat.
Es va graduar a la Ravenscroft School de Raleigh, i va estudiar periodisme i dansa a l'East Carolina University. Mentre era a la universitat va ser presentadora del temps del canal WNCT-TV a Greenville.
Té una relació amb el músic Paul Bryan des de 2008, amb qui va tenir una filla l'any 2010, Philippa Frances ("Pippa"). Com el seu embaràs no estava previst en la novena temporada de CSI: Miami, les seves aparicions en la sèrie van estar limitades durant tota la temporada.
Entre els seus interessos hi ha l'interiorisme i les antiguitats. Durant la vaga de guionistes dels Estats Units de 2007-2008 va dissenyar la casa per un amic a Saint John, a les Illes Verges Nord-americanes, i en el Country Special de la revista People de març de 2009 s'explica que va decorar la casa del cantatnt de country Kenny Chesney a Malibú. També és jutge convidat en el programa Summer Showdown, del canal Home & Garden Television.

## Filmografia
| Any             | Títol                                        | Personatge        | Notes                                                              |
| --------------- | -------------------------------------------- | ----------------- | ------------------------------------------------------------------ |
| 1992            | Great Scott!                                 | Dream Girl        | sèrie de TV; episodi: "Stripe Gripe"                               |
| 1993            | Gloria Vane                                  | Peggy             | telefilm                                                           |
| 1995            | Leaving Las Vegas                            | Debbie            | pel·lícula                                                         |
| 1995            | Renegade                                     | Brenda            | sèrie de TV; episodi: "Living Legend"                              |
| 1995            | Platypus Man                                 | Mindy             | sèrie de TV; episodi: "NYPD Nude"                                  |
| 1995            | Fast Company                                 | Roz Epstein       | telefilm                                                           |
| 1995            | Friends                                      | Annabel           | sèrie de TV; episodi: "The One with the Breast Milk"               |
| 1996            | Jerry Maguire                                | antiga nòvia      | pel·lícula                                                         |
| 1996            | Lois & Clark: The New Adventures of Superman | Lana Lang         | sèrie de TV; episodi: "Tempus, Anyone?"                            |
| 1997            | The Girl Gets Moe                            | Tammy             | pel·lícula                                                         |
| 1997            | Family Plan                                  | Julie Rubins      | pel·lícula                                                         |
| 1997            | The Dukes of Hazzard: Reunion!               | Mavis             | telefilm                                                           |
| 1997            | Early Edition                                | Colleen Damski    | sèrie de TV; episodi: "A Regular Joe"                              |
| 1997            | Breast Men                                   | Laura Pierson     | telefilm                                                           |
| 1997            | Just Shoot Me!                               | Anchorwoman       | sèrie de TV; episodis: "Back Issues", "Just Shoot Me"              |
| 1999            | Guinevere                                    | Susan Sloane      | pel·lícula                                                         |
| 1999            | Forever Fabulous                             | Tiffany Dawl      | pel·lícula                                                         |
| 1999            | Body Shots                                   | Whitney Bryant    | pel·lícula                                                         |
| 2000–2002, 2006 | The West Wing                                | Ainsley Hayes     | sèrie de TV; 12 episodis (temporades 2–3), convidada (temporada 7) |
| 2001            | Submerged                                    | Frances Naquin    | telefilm                                                           |
| 2002            | CSI: Crime Scene Investigation               | Calleigh Duquesne | sèrie de TV; episodi: "Cross-Jurisdictions"                        |
| 2002–2012       | CSI: Miami                                   | Calleigh Duquesne | sèrie de TV; 232 episodis                                          |
| 2006            | Big Momma's House 2                          | Leah Fuller       | pel·lícula                                                         |
| 2008            | Turnover                                     | Lillian Chait     | curtmetratge                                                       |
| 2010            | Barry Munday                                 | Deborah           | pel·lícula                                                         |
| 2013            | White Collar                                 | Amanda Callaway   | sèrie de TV; episodis: "The Original", "In the Wind"               |
| 2016            | Love Everlasting                             | Helen             | pel·lícula                                                         |